# Гленвіл (Небраска)
Гленвіл (англ. Glenvil) — селище (англ. village) в США, в окрузі Клей штату Небраска. Населення — 260 осіб (2020).

## Географія
Гленвіл розташований за координатами 40°30′10″ пн. ш. 98°15′16″ зх. д. / 40.50278° пн. ш. 98.25444° зх. д. (40.502681, -98.254546).  За даними Бюро перепису населення США в 2010 році селище мало площу 0,45 км², уся площа — суходіл.

## Демографія
Згідно з переписом 2010 року, у селищі мешкало 310 осіб у 125 домогосподарствах у складі 83 родин. Густота населення становила 691 особа/км².  Було 137 помешкань (305/км²).
Расовий склад населення:
| - 92,9 % — білих - 1,6 % — чорних або афроамериканців - 0,6 % — корінних американців - 1,9 % — осіб інших рас |

До двох чи більше рас належало 2,9 %. Частка іспаномовних становила 4,5 % від усіх жителів.
За віковим діапазоном населення розподілялося таким чином: 28,1 % — особи молодші 18 років, 56,4 % — особи у віці 18—64 років, 15,5 % — особи у віці 65 років та старші. Медіана віку мешканця становила 38,0 року. На 100 осіб жіночої статі у селищі припадало 98,7 чоловіків;  на 100 жінок у віці від 18 років та старших — 93,9 чоловіків також старших 18 років.
Середній дохід на одне домашнє господарство  становив 76 370 доларів США (медіана — 50 972), а середній дохід на одну сім'ю — 99 083 долари (медіана — 62 292). За межею бідності перебувало 5,7 % осіб, у тому числі 9,3 % дітей у віці до 18 років та 0,0 % осіб у віці 65 років та старших.
Цивільне працевлаштоване населення становило 152 особи. Основні галузі зайнятості: освіта, охорона здоров'я та соціальна допомога — 31,6 %, сільське господарство, лісництво, риболовля — 11,8 %, транспорт — 9,9 %, виробництво — 9,9 %.